# Ala (zoologia)

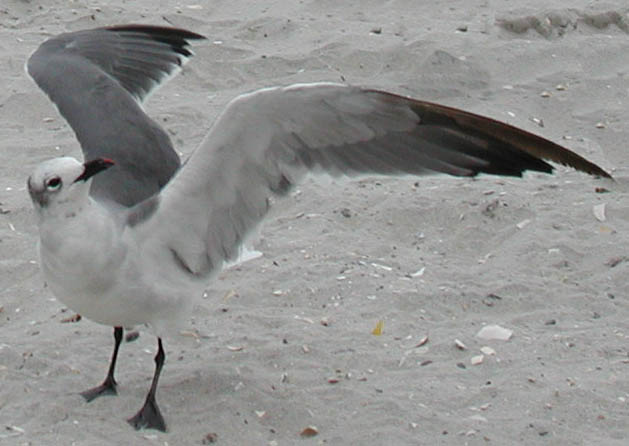
L'ala di un gabbiano

L'ala è ciascuna delle appendici mobili a forma espansa che negli uccelli, in molti insetti, in alcuni mammiferi (chirotteri) e anche in alcuni rettili come il drago volante, servono alla locomozione nell'aria.
Negli uccelli corrispondono agli arti anteriori dei vertebrati terrestri. Lo scheletro, per quanto modificato, è costituito dagli stessi elementi che caratterizzano l'estremità pentadattila o chiridio dei vertebrati terrestri o tetrapodi. Il piano di sostentamento dell'ala, per il volo, formato dalle penne remiganti inserite sul margine posteriore della mano e dell'avambraccio. Su ambedue le facce dell'ala si trovano piccole penne copritrici o tettrici. Negli uccelli variano la forma e le dimensioni delle ali secondo la rapidità e la modalità del volo. Sono lunghe, strette e appuntite nei buoni volatori a volo rapidissimo; brevi, larghe e ottuse nei cattivi volatori a volo lento. In alcuni casi possono essere atrofizzate come negli struzioniformi o trasformate in pinne come negli sfenisciformi.
Negli insetti, le ali sono semplici evaginazioni della parete del corpo sostenute da una cuticola chitinosa.
Nei chirotteri e nei rettili, l'ala è rappresentata dal patagio o membrana cutanea tesa fra la nuca, gli arti anteriori e i posteriori. Il sostegno della membrana alare, fornita di nervi e di organi di senso tattile, è dato dallo scheletro del carpo e delle quattro dita degli arti anteriori estremamente allungati.

## Galleria d'immagini

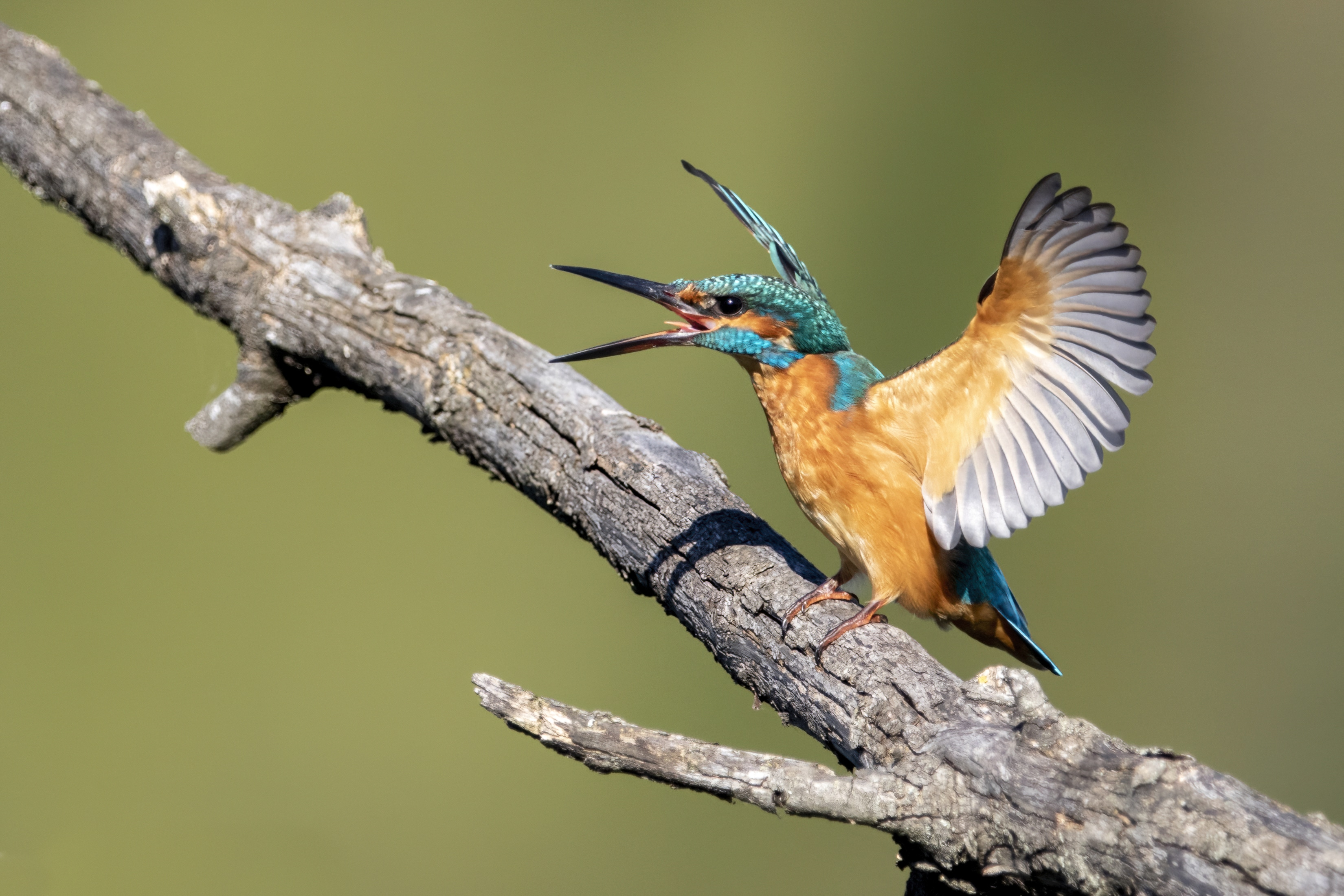
Un martin pescatore comune su un ramo che apre le ali a Gennevilliers, Francia.
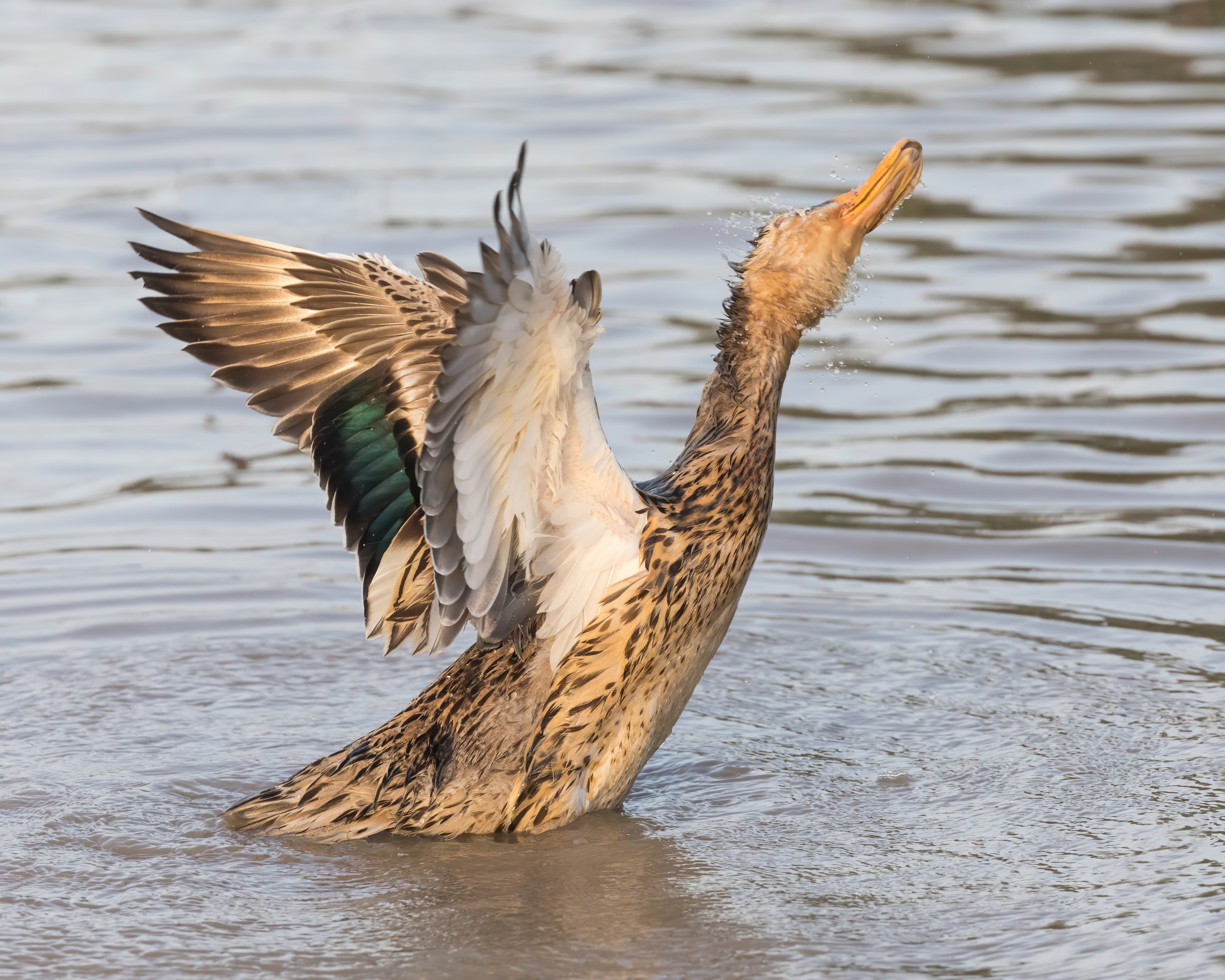
Anas platyrhynchos che agita le ali
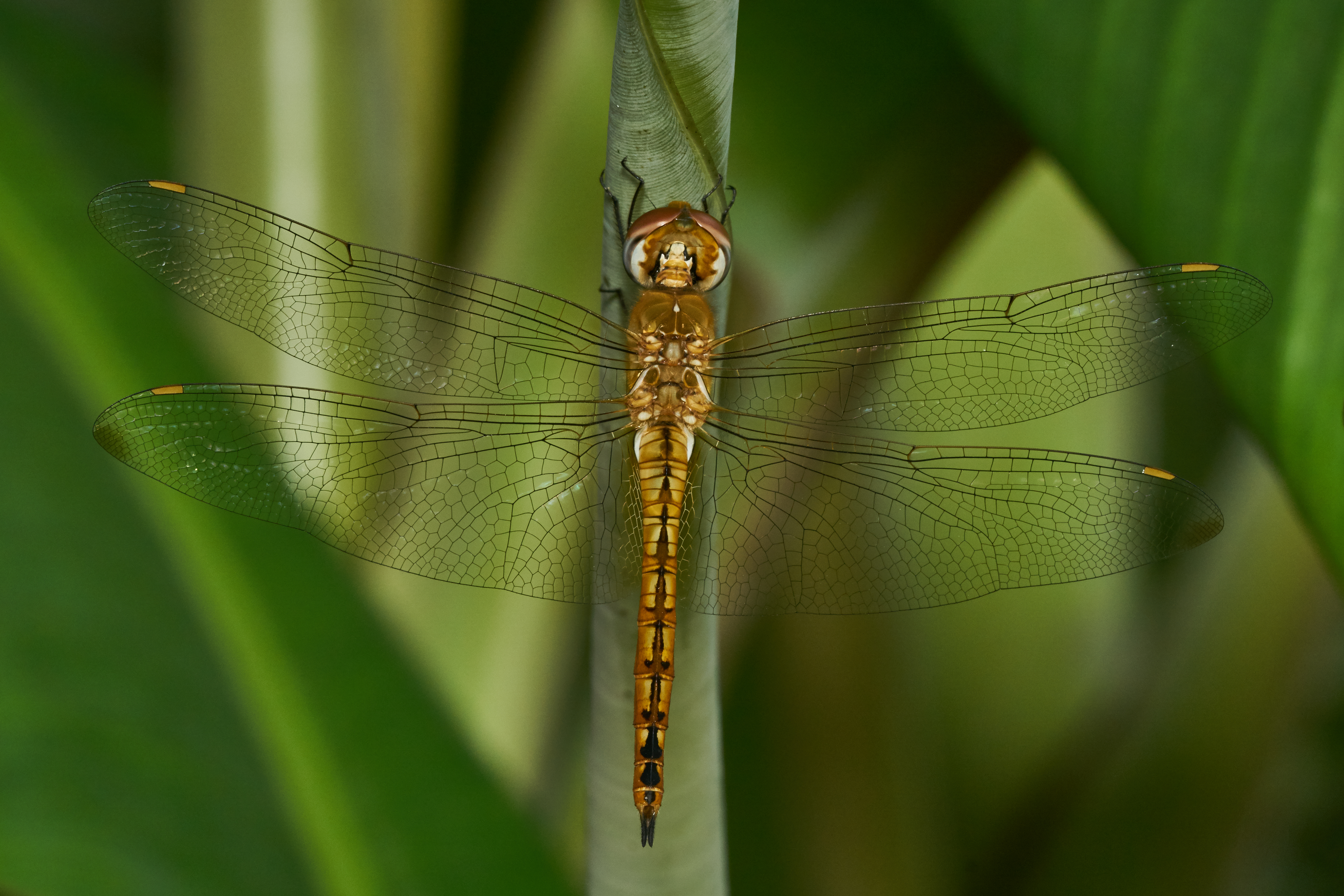
Pantala hymenaea con ali aperte
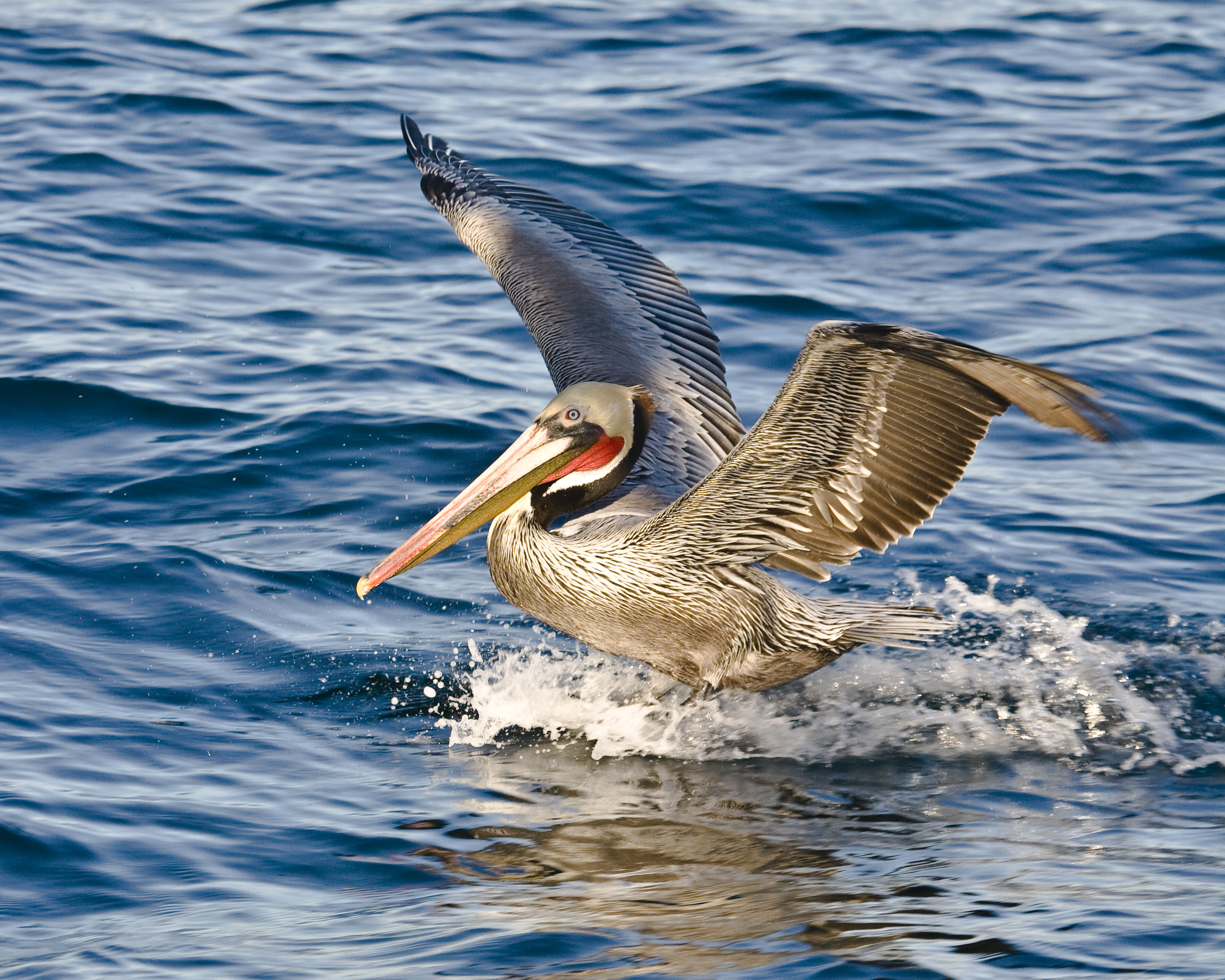
Pelecanus occidentalis che apre le ali